# Chithramia
Chithramia — рід грибів. Назва вперше опублікована 1988 року.

## Класифікація
До роду Chithramia відносять 1 вид:
- Chithramia elegantissima